# ميريماك (ماساتشوستس)
ميريماك (بالإنجليزية: Merrimac, Massachusetts)‏ هي بلدة أمريكية تقع في الولايات المتحدة في مقاطعة إسكس. يقدر عدد سكانها بـ 6,338 نسمة ومساحتها 22.9 كم2 ووترتفع عن سطح البحر 33 متر.

## معرض صور

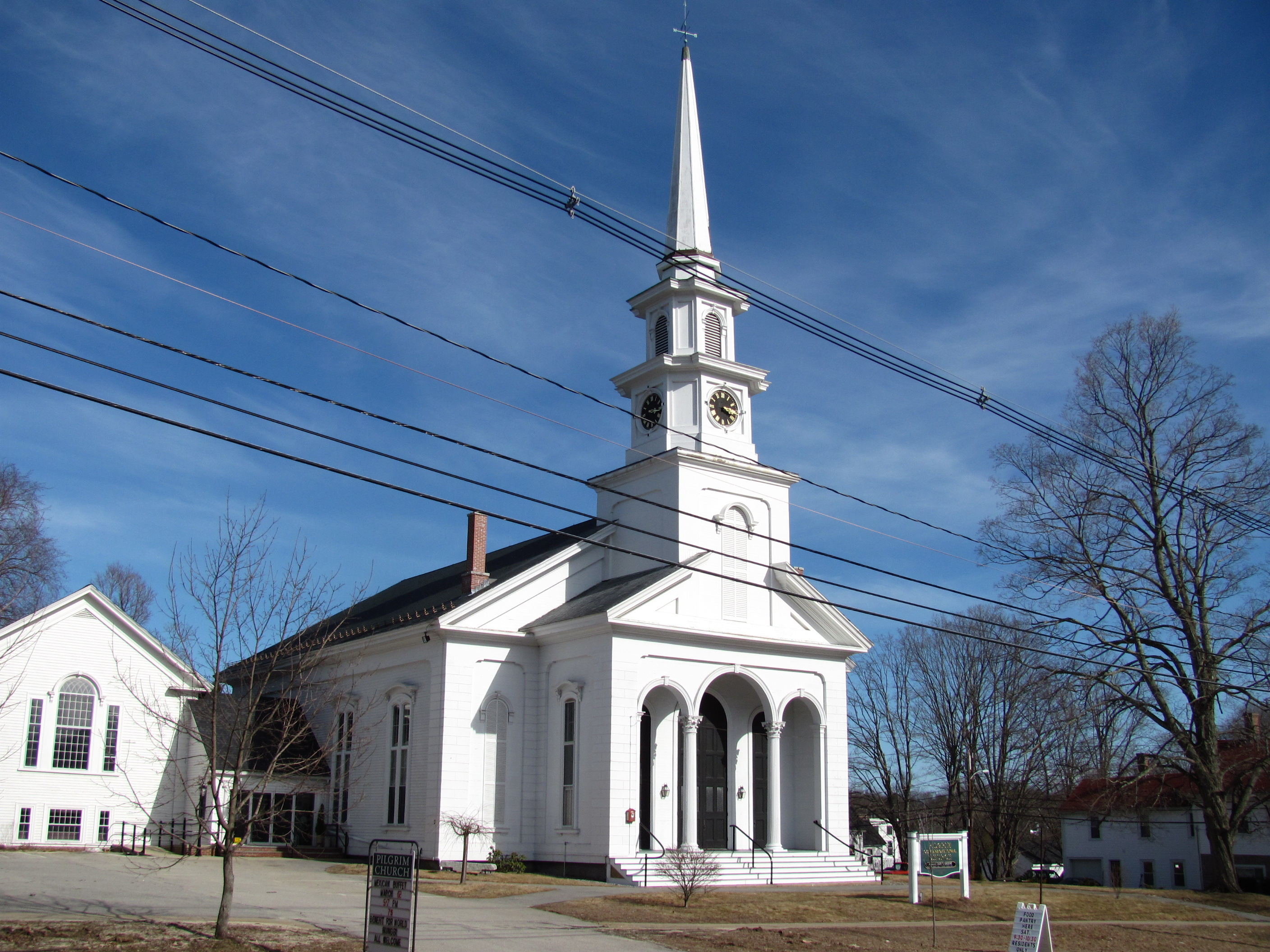
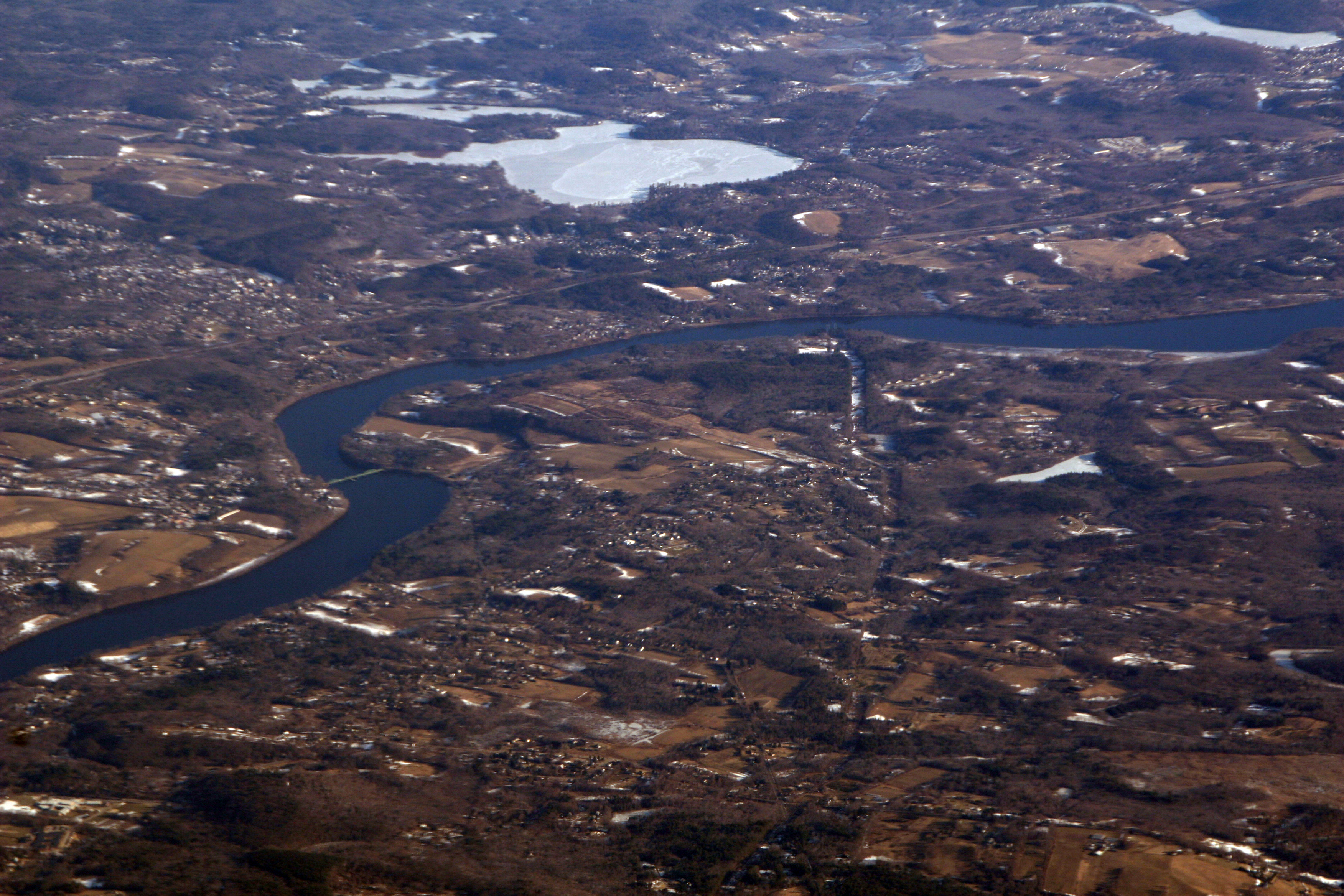
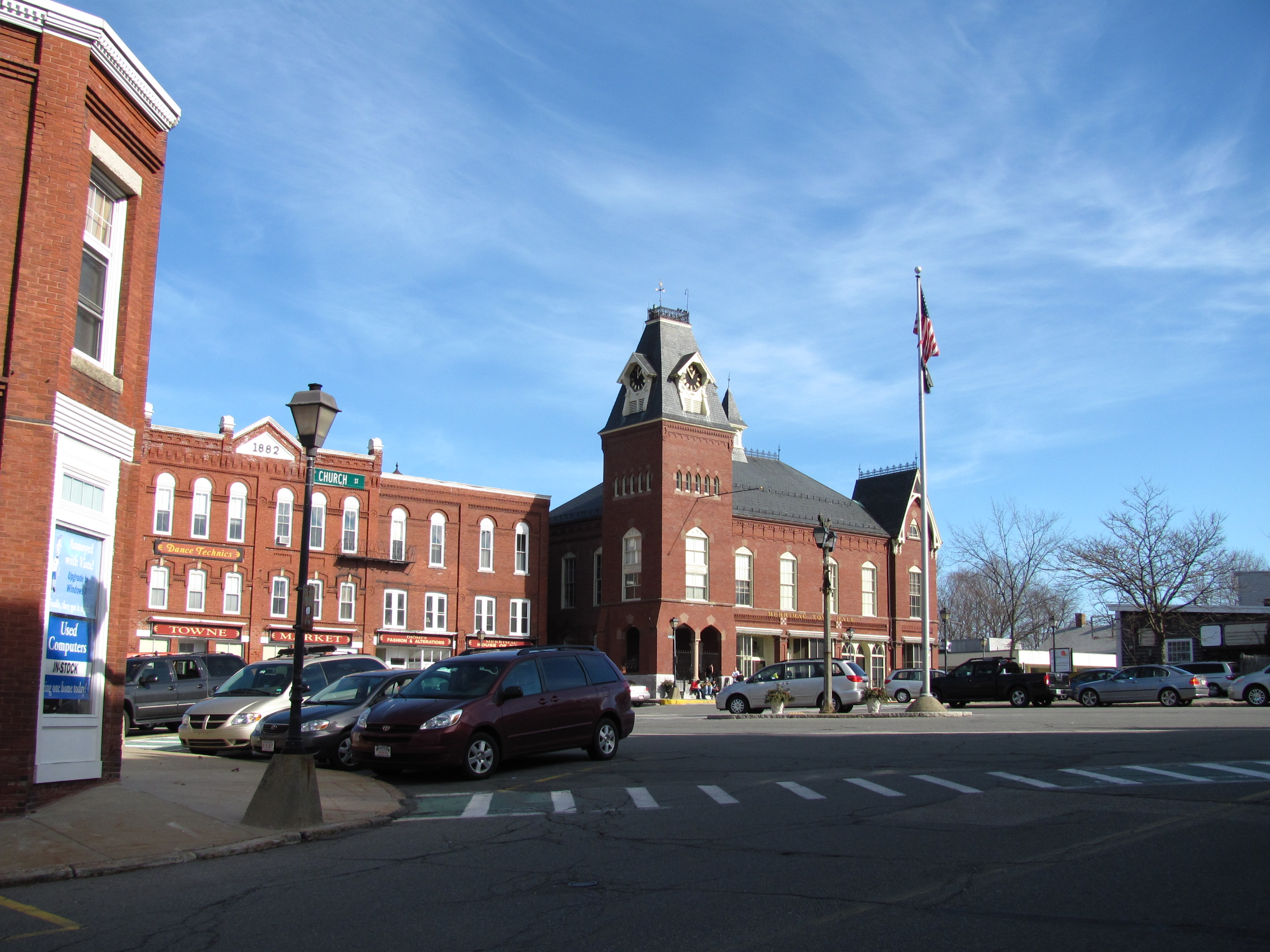